# Вадо-рю
Вадо-рю (яп. 和道流, Ва-до-рю, «Школа шляху гармонії») — один із чотирьох основних традиційних стилів японського карате, заснований у 1939 році майстром Хіронорі Оцукою. Стиль вирізняється поєднанням технік дзюдзюцу та ударних елементів карате, з акцентом на гармонію, ухилення та ефективну самооборону без надмірного застосування сили.

## Історія

### Засновник: Хіронорі Оцука

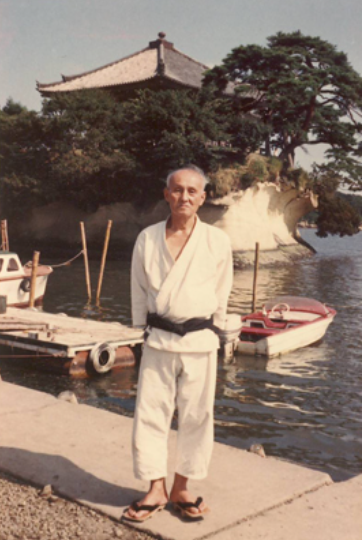
Хіронорі Оцука, засновник Вадо-рю

Оцука Хіронорі (яп. 大塚 博紀, 1892–1982) народився 1 червня 1892 року в місті Шімодате, префектура Ібаракі, Японія. З раннього віку він вивчав бойові мистецтва під керівництвом свого дядька, самурая Чодзіро Ебасі, а згодом — у школі дзюдзюцу Шіндо Йошін-рю під наставництвом Тацусабуро Накаями, де отримав звання менкьо кайден (повне майстерство) у 1921 році.
У 1922 році Оцука почав вивчати карате під керівництвом Гічіна Фунакосі, засновника стилю Шотокан. Він також навчався у таких майстрів, як Мабуні Кенва (Шіто-рю) та Мотобу Чокі. У 1934 році Оцука відкрив свій власний додзьо в Токіо, а в 1939 році офіційно зареєстрував стиль Вадо-рю, що перекладається як «Шлях гармонії».

### Розвиток та поширення
Після Другої світової війни Вадо-рю швидко поширився за межі Японії. У 1960-х роках учні Оцуки, зокрема Тацуа Судзукі, були відправлені до Європи для популяризації стилю. Сьогодні Вадо-рю практикується в багатьох країнах світу та є одним із найвпливовіших стилів карате.

## Технічні особливості
Вадо-рю поєднує удари руками та ногами з техніками ухилення, блокування, кидків і захоплень, запозиченими з дзюдзюцу. Основні принципи включають:
- Тай сабакі (яп. 体捌き) — рухи тіла для ухилення від атак.
- Нагасу (яп. 流す) — перенаправлення сили супротивника.
- Куміте (яп. 組手) — спаринги, які включають як вільні бої, так і заздалегідь визначені комбінації.

Стиль також відомий своїми короткими та природними стійками, що забезпечують швидкість і маневреність.

## Ката
Ката — це формалізовані послідовності рухів, які передають техніку та філософію стилю. У Вадо-рю практикуються наступні ката:
- Пінан 1–5 (яп. 平安)
- Кушанку (яп. クーシャンクー)
- Наіфанчі (яп. ナイファンチ)
- Сейшан (яп. セイシャン)
- Чінто (яп. チントウ)
- Нісейші (яп. ニーセイシ)
- Вансю (яп. ワンシュウ)
- Джітте (яп. ジッテ)
- Джион (яп. ジオン)
- Бассай (яп. バッサイ)

Багато з цих кат були адаптовані з інших стилів, таких як Шотокан, з урахуванням принципів Вадо-рю.

## Організації
Після смерті Оцуки в 1982 році стиль Вадо-рю розділився на кілька організацій, серед яких:
- Wadō-ryū Karate-dō Renmei — очолювана його сином, Джіро Оцукою.
- Wadō Kai — одна з найбільших організацій, що підтримує традиційні принципи стилю.
- Wadō Kokusai Karate-dō Renmei — міжнародна федерація, заснована Тацуа Судзукі.

Кожна з цих організацій має свої особливості, але всі вони дотримуються основних принципів, закладених Оцукою.